# Pierre de Contenson
Pour les articles homonymes, voir Contenson.
Pierre-Léon-Stanislas du Bessey de Contenson, en religion Pierre-Marie de Contenson, né le 19 octobre 1918 à Paris et mort le 7 juillet 1976 à Frascati, est un religieux et théologien dominicain.
Il est prieur du Saulchoir, membre du Secrétariat pour l'Unité des chrétiens, secrétaire de la Commission pontificale pour les relations avec le judaïsme (en), directeur de revues, président général de la Commission léonine.

## Biographie
Fils du général Stanislas de Contenson (sl) (1882-1959) et de Floride Geoffray, tertiaire dominicaine, et frère de Henri de Contenson, il accompagne chaque matin sa mère à la messe, devient enfant de chœur et rejoint les scouts de France en 1930, à Saumur, le chanoine Antoine-Louis Cornette étant un proche de la famille. Il exprimera à sa sœur, lors de sa première communion, son souhait de devenir prêtre.
Il suit sa scolarité au Sacré-Cœur à Moulins, à Saint-Louis à Saumur et à Sainte-Geneviève à Versailles, avant de suivre une préparation aux concours au lycée Louis-le-Grand. Il est admis au concours d'entrée de l'École centrale des arts et manufactures dont il sort diplômé en 1939.
Lors de son service militaire, il est admis comme élève-officier à l'École d'artillerie de Poitiers. Sous-officier au 73e régiment d'artillerie, il prend part aux combats de la Seconde Guerre mondiale, est fait prisonnier le 23 juin 1940, et envoyé en captivité en Allemagne. Il y connaît plusieurs camps d'internement et partage notamment celui où son père, le général de Contenson, est retenu prisonnier.
Avec d'autres prisonniers attirés par le sacerdoce, ils constituent une sorte de séminaire interdiocésain. Il y suit des cours de philosophie thomiste, de théologie mystique et ascétique, ainsi que des cours d'exégèse. Le dominicain Marc de Buretel de Chassey, qui y enseigne, le convainc de suivre le sacerdoce auprès de l'Ordre des frères prêcheurs.
Il réussit à s'évader du camp en novembre 1944 et se cache dans la ville de Königsberg jusqu'en 1945.
Rentré en France, tout en maintenant ses engagements militaires (il sera promu capitaine de réserve en 1953), il rejoint l'ordre dominicain et est ordonné prêtre en 1950, avant d'obtenir sa licence et le lectorat deux ans plus tard, puis son doctorat en théologie en 1958.
Professeur de théologie et prieur du couvent du Saulchoir d’Étiolles (1967-1969), il est connu pour son activité œcuménique au Secrétariat pour l'Unité des chrétiens, et dans les relations avec les autorités juives, comme secrétaire de la Commission pontificale pour les relations avec le judaïsme de 1974 à 1976, ainsi que pour ses prises de position en faveur de la contraception.
Il est aussi directeur de revues et président général de la « Commission léonine » (1964-1976) chargée notamment de l'édition critique des œuvres de saint Thomas d'Aquin, dite Édition léonine.
Il a été conseiller municipal d’Étiolles de 1953 à 1959.

## Œuvres
- Saint Thomas et l'avicennisme latin, Paris, Vrin, 1958.
- Avicennisme latin et vision de Dieu au début du XIIIe siècle, Paris, Librairie philosophique J. Vrin, 1960.
- Livre des constitutions et ordinations des frères de l'Ordre des Prêcheurs, 1968.
- Codices manuscripti operum Thomae de Aquino (dir.), Editori di San Tommaso, St. Thomas Aquinas Foundation, 1973, 435 p.
- L'édition critique des œuvres de S. Thomas d'Aquin : principes, méthodes, problèmes et perspectives, Bonn, 1973.
- Byzantina et Franco-Graeca, avec Raymond-Joseph Loenertz, Rome, 1978.

## Autres sources
- Vatican, site officiel, « Les Familles confessionnelles mondiales - Relations avec le judaïsme ».
- Site bibindex.dominicains.com, « Auteur Pierre-Marie de Contenson (1918-1976) ».
- « CONTENSON Pierre de », in Dictionnaire historique des frères prêcheurs